# Beauchamps (Manche)
Beauchamps és un municipi francès situat al departament de la Manche i a la regió de Normandia. L'any 2007 tenia 382 habitants.

## Demografia

### Població
El 2007 la població de fet de Beauchamps era de 382 persones. Hi havia 154 famílies de les quals 32 eren unipersonals (24 homes vivint sols i 8 dones vivint soles), 73 parelles sense fills i 49 parelles amb fills.
La població ha evolucionat segons el següent gràfic:
Habitants censats

### Habitatges
El 2007 hi havia 197 habitatges, 153 eren l'habitatge principal de la família, 37 eren segones residències i 7 estaven desocupats. 188 eren cases i 7 eren apartaments. Dels 153 habitatges principals, 120 estaven ocupats pels seus propietaris, 32 estaven llogats i ocupats pels llogaters i 1 estava cedit a títol gratuït; 1 tenia una cambra, 7 en tenien dues, 16 en tenien tres, 41 en tenien quatre i 88 en tenien cinc o més. 100 habitatges disposaven pel capbaix d'una plaça de pàrquing. A 67 habitatges hi havia un automòbil i a 67 n'hi havia dos o més.

### Piràmide de població
La piràmide de població per edats i sexe el 2009 era:
| Homes | Edats   | Dones |
| ----- | ------- | ----- |
| 0     | 95 o +  | 0     |
| 0     | 90 a 94 | 0     |
| 4     | 85 a 89 | 0     |
| 8     | 80 a 84 | 8     |
| 8     | 75 a 79 | 12    |
| 8     | 70 a 74 | 12    |
| 4     | 65 a 69 | 8     |
| 4     | 60 a 64 | 0     |
| 8     | 55 a 59 | 16    |
| 12    | 50 a 54 | 8     |
| 16    | 45 a 49 | 8     |
| 16    | 40 a 44 | 24    |
| 12    | 35 a 39 | 8     |
| 8     | 30 a 34 | 16    |
| 16    | 25 a 29 | 4     |
| 4     | 20 a 24 | 0     |
| 8     | 15 a 19 | 16    |
| 20    | 10 a 14 | 24    |
| 12    | 5 a 9   | 16    |
| 28    | 0 a 4   | 8     |

## Economia
El 2007 la població en edat de treballar era de 227 persones, 165 eren actives i 62 eren inactives. De les 165 persones actives 145 estaven ocupades (84 homes i 61 dones) i 20 estaven aturades (7 homes i 13 dones). De les 62 persones inactives 33 estaven jubilades, 14 estaven estudiant i 15 estaven classificades com a «altres inactius».

### Ingressos
El 2009 a Beauchamps hi havia 164 unitats fiscals que integraven 410 persones, la mediana anual d'ingressos fiscals per persona era de 15.920 €.

### Activitats econòmiques
Dels 16 establiments que hi havia el 2007, 1 era d'una empresa alimentària, 1 d'una empresa de fabricació d'altres productes industrials, 4 d'empreses de construcció, 3 d'empreses de comerç i reparació d'automòbils, 1 d'una empresa d'hostatgeria i restauració, 2 d'empreses financeres, 1 d'una empresa immobiliària, 1 d'una empresa de serveis i 2 d'entitats de l'administració pública.
Dels 9 establiments de servei als particulars que hi havia el 2009, 1 era una oficina bancària, 1 taller de reparació d'automòbils i de material agrícola, 2 paletes, 1 guixaire pintor, 1 fusteria, 2 lampisteries i 1 restaurant.
Dels 2 establiments comercials que hi havia el 2009, 1 era una botiga de més de 120 m² i 1 una botiga de menys de 120 m².
L'any 2000 a Beauchamps hi havia 26 explotacions agrícoles.

## Equipaments sanitaris i escolars
El 2009 hi havia una escola elemental integrada dins d'un grup escolar amb les comunes properes formant una escola dispersa.

## Poblacions més properes
El següent diagrama mostra les poblacions més properes.